# Concattedrale di Ascoli Satriano
La chiesa della Natività della Beata Vergine Maria è il duomo di Ascoli Satriano, e concattedrale della diocesi di Cerignola-Ascoli Satriano e monumento nazionale italiano.

## Storia
L'attuale cattedrale di Ascoli Satriano fu edificata nella seconda metà del XIII secolo dai Frati Minori Conventuali, che la dedicarono a san Francesco, con annesso il loro monastero. Con bolla del 24 settembre 1455 papa Callisto III elevò la chiesa francescana a nuova cattedrale diocesana, al posto della precedente, dedicata a Santa Maria del Principio, andata distrutta da un terremoto. La nuova cattedrale fu ampliata e restaurata nel corso del Seicento e riconsacrata il 3 giugno 1709. Durante il Settecento la chiesa subì ulteriori abbellimenti e restauri (risalgono a questo periodo la cappella di san Giuseppe ed il battistero). Fu infine completamente ricostruita dopo il terremoto del 1871 che la ridusse in macerie.

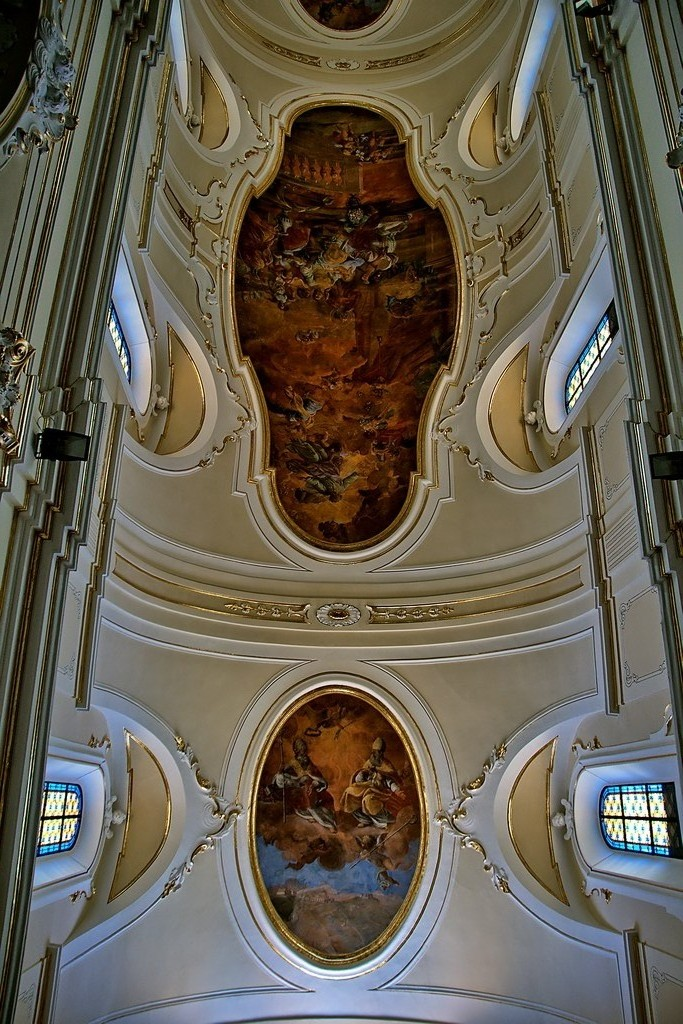

## Descrizione
La facciata presenta una struttura tardo-romanica, tripartita da lesene con tre portali d'entrata sormontati da un baldacchino marmoreo e lunetta ogivale. Il portale centrale è stato arricchito, in occasione del giubileo del 2000, con una nuova porta di bronzo, nelle cui formelle sono descritti episodi della vita di Gesù e di Maria. Affianca la concattedrale un campanile del 1950.
L'interno della chiesa è a tre navate con altrettante absidi al termine di ogni navata, transetto e volta a botte. Nelle navate laterali sono posti sette altari laterali di marmo intarsiato, quattro nella navata destra e tre in quella di sinistra, con il fonte battesimale a chiudere la navata. In questi altari sono esposte opere pittoriche e scultoree del XVIII secolo. La volta della navata centrale è affrescata con tre soggetti del XVIII secolo: la Lapidazione di Stefano, la Natività di Maria e i Vescovi Biagio e Leone.
Alcuni gradini danno accesso alla zona del presbiterio, dove c'è l'altare in marmi policromi del Settecento ed un coro ligneo dell'inizio dell'Ottocento; la decorazione della volta e dell'abside sono sempre del XVIII secolo. In particolare nella volta è raffigurato il Coro degli angeli di autore ignoto, e quattro dottori della chiesa, san Girolamo, sant'Ambrogio, san Leone Magno e sant'Agostino
Al termine delle due navate laterali sono due cappelle absidale, a destra la cappella dell'Immacolata Concezione, e a sinistra quella del Sacro Cuore di Gesù. Ulteriori cappelle si aprono nel transetto: a destra la cappella dedicata a san Potito, a sinistra quella dedicata a san Giuseppe